# Serov
Serov é uma cidade na Federação Russa, área de Sverdlovsk. A população de 98,5 mil pessoas. Grande unidade industrial, cultural e de transporte de área Sverdlovsk. É localizado no norte da área Sverdlovsk, na encosta do Leste do espinhaço de montanha de Ural, na borda entre Montanhas Urals Médias e do Norte. Em uns limites de cidade o Kakva de rio — o influxo direito do Sosvy de rio (consórcio de Ob) produto. Distância até o centro de área — Ekaterinburg: por estrada de ferro — 388 km, em uma estrada — 344 km.

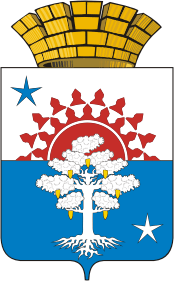